# Ami Boué
Ami Boué, vlastním jménem Amédée, (16. května 1794 Hamburk – 21. listopadu 1881 Vídeň) byl geolog francouzského původu, který žil převážně v Německu, Francii a Rakousku.

## Životopis

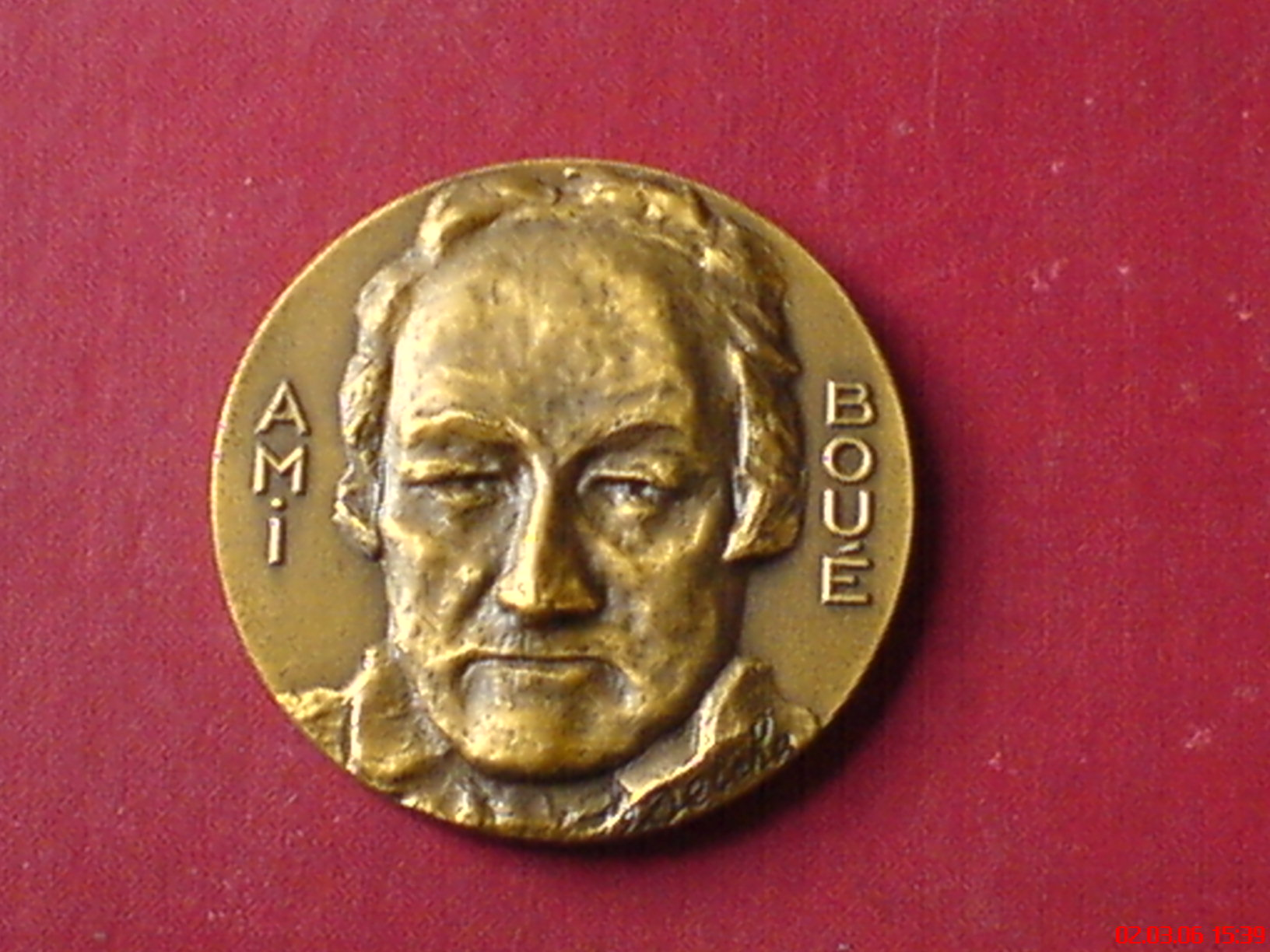
Ami Boué (medaile Francouzské geologické společnosti od Georgese Deicha)

Narodil se v bohaté hugenotské rodině majitelů lodí a první vzdělání získal v rodném městě. V deseti letech osiřel a dále studoval v Ženevě a Paříži. Na univerzitě v Edinburghu získal v roce 1817 titul doktora medicíny. Svoje budoucí povolání si zvolili pod vlivem Roberta Jamesona, který tam vyučoval mineralogii a geologii. Ve Skotsku a na Hebridách také uskutečnil své první geologické expedice. Svoji práci zhodnotil v roce 1820, kdy vydal Geologický průzkum Skotska, ve kterém se zabýval zejména vyvřelinami.

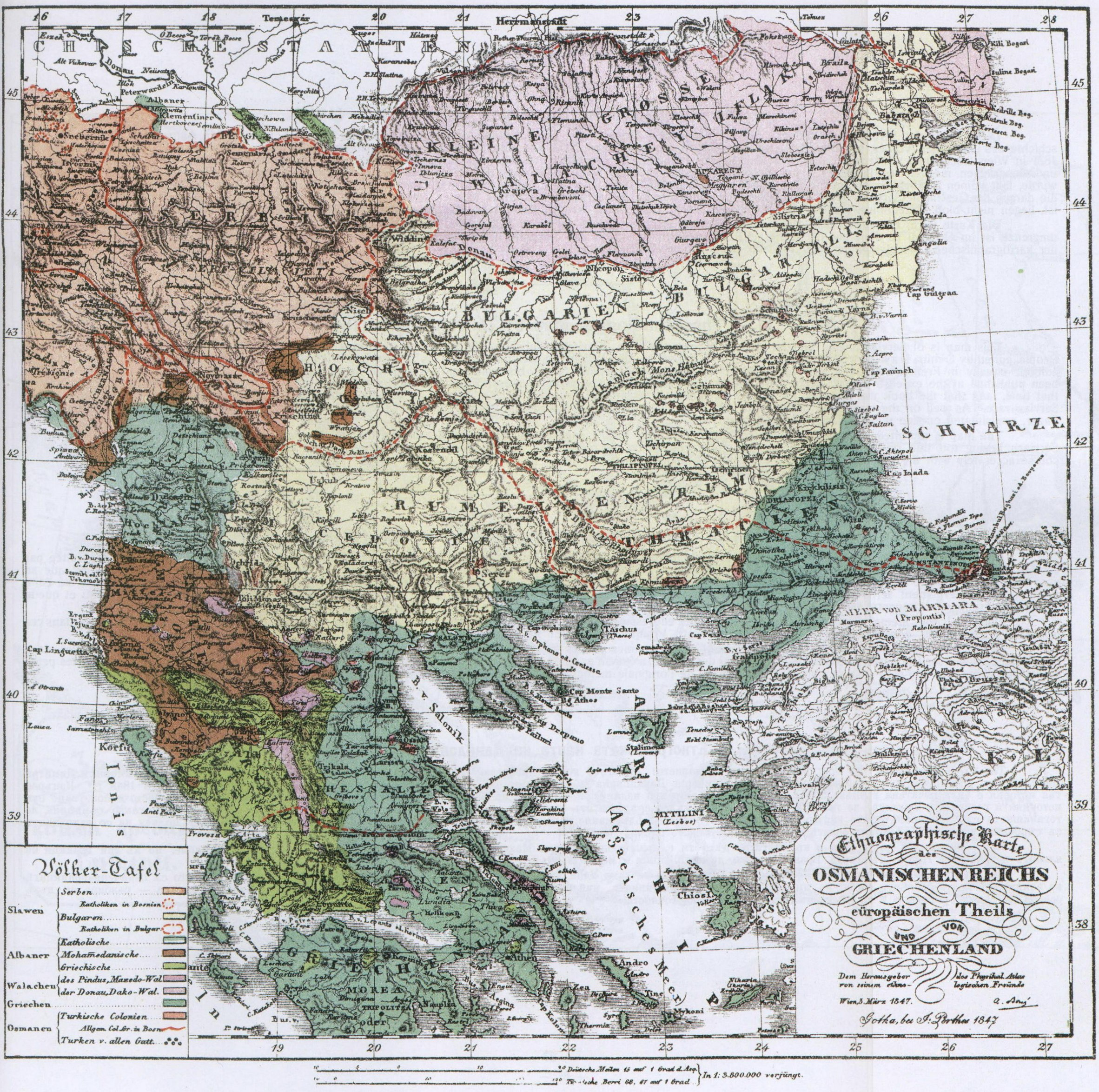
Etnografická mapa evropské části Osmanské říše (Ami Boué, 1847)

Po získání doktorátu se přestěhoval do Paříže (1817-1832), přičemž učinil vícero výprav do Itálie, Chorvatska, Uherska, Rakouska, Švýcarska, Německa a jinam. V roce 1830 se stal předsedou ustavujícího zasedání Francouzské geologické společnosti (Société Géologique de France) a od roku 1835 jejím prezidentem. V roce 1832 vydal Geologické a paleontologické paměti.
Poté se trvale usadil v Rakousku. Mezi lety 1836 a 1839 uskutečnil několik velmi dlouhých cest po Balkáně. Nejdelší byla první, během níž v roce 1836 prozkoumal Rilu, údolí řeky Strumy, Pirin, Černý Drin a Ochridské jezero. Tuto část cesty uskutečnil s Augustem Viquesnelem, který vykonával práce topografa. Bez něj ještě téhož roku popsal Sofijskou kotlinu a Vitošu. V roce 1837 prozkoumal severní a jižní svahy Staré planiny od průlomu řeky Iskăr, přičemž zaměřil, že se se nachází na sever od Sofie, až k Černému moři včetně toku Kamčiji. Dále popsal střední tok Tundži a prokázal, že Stará planina není propojena s pohořím Strandža. A následně změřil pohoří ve východní Thrákii. Poté se věnoval popisu řeky Marici a Hornothrácké nížiny, přičemž se dotkl východních svahů Rodop. Dále se zabýval pravým břehem Jižní Moravy a přilehlými pohořími, přičemž definoval jejich propojení s Jižními Karpaty. V letech 1838 a 1839 cestoval znovu s Augustem Viquesnelem po Albánii a Bosně. Společně vytvořili mapu Černé Hory (na sever od 42. rovnoběžky) a definovali pramen Jižní Moravy. Pokračovali po pravém břehu Ibaru a vytvořili mapu Kopaoniku. Svoje poznatky z těchto cest shrnul Boué ve svém mistrovském díle Evropské Turecko; poznatky z geografie, geologie, přírodní historie apod., které vyšlo v Paříži v roce 1840.
Na svých cestách po Německu, Rakousku a jižní Evropě, studoval především různé geologické formace a stal se tak jedním z průkopníků geologického průzkumu. Na císařské akademii věd ve Vídni vydal zásadní články o geologii Balkánu. V roce 1847 obdržel Wollastonovu medaili.

## Dílo
- Essai géologique sur l'Écosse; Paříž: Courcier, 1820
- Mémoire géologique sur l'Allemagne; Paříž: Journal de Physique, 1822
- Mémoires géologiques et paléontologiques; Brusel: F.-G. Levrault, 1832
- Guide du géologue-voyageur; Brusel: F.-G. Levrault, 1836
- La Turquie d'Europe ; observations sur la géographie, la géologie, l'histoire naturelle, etc.; Paříž: Arthus Bertrand, 1840